# Karl Florenz

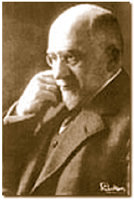
Karl Florenz, Pionier der deutschen Japanologie

Karl Adolf Florenz (* 10. Januar 1865 in Erfurt; † 9. Februar 1939 in Hamburg) war ein Pionier der deutschen Japanologie. Er wurde vor allem bekannt durch sein Werk zur japanischen Literaturgeschichte (1903–1906) sowie durch seine Übersetzungen der Hälfte des Kojiki aus dem Nihongi (Japanische Annalen, 1892–1897) und des gesamten Kogo shūi (Japanische Mythologie, 1901, und Die historischen Quellen der Shinto-Religion, 1919).

## Leben
Der Sohn eines Lehrers und dessen Frau befasste sich bereits als Oberschüler mit dem Studium orientalischer Sprachen. An der Universität Leipzig begann er 1883 das Studium der Germanistik und Vergleichender Sprachwissenschaft. Er studierte verschiedene nahöstliche Sprachen und als Schwerpunkt Sanskrit und Indologie. Sein Doktorvater war Ernst Windisch, er hörte auch Vorlesungen bei Friedrich Max Müller. Bei Georg von der Gabelentz lernte er Chinesisch und belegte auch Japanisch. Sein Studium des Japanischen setzte er nach seinem Leipziger Abschluss bei Inoue Tetsujirō an der Berliner Universität fort.
1889 wurde er Lektor für Deutsche Sprache und Literatur an der Kaiserlichen Universität Tokio, 1891 Ordentlicher Professor für Deutsche Literatur und Vergleichende Sprachwissenschaft.
1914 erhielt er die erste Professur für Japanologie an einer deutschen Universität (und in Europa überhaupt), den Lehrstuhl am Seminar für Sprache und Kultur Japans am Hamburgischen Kolonialinstitut. 1925 wurde er zum auswärtigen Mitglied der Göttinger Akademie der Wissenschaften gewählt. Im November 1933 tauchte sein Name auf dem Bekenntnis der deutschen Professoren zu Adolf Hitler auf. 1935 emeritiert, arbeitete er mit dem niederländischen Japanologen Jan Lodewijk Pierson über die klassische Gedichtsammlung Man’yōshū. Diese Gemeinschaftsarbeit zwischen Florenz und Pierson, die trotz geplanter weiterer Gemeinschaftsprojekte die einzige blieb, war Adolf Hitler gewidmet.

## Würdigungen
Für seine Übersetzung des Nihongi (auch Nihon shoki) wurde Florenz 1899 als erstem Ausländer der höchste japanische Gelehrtengrad (bungaku hakushi) verliehen.
Die 1938 gegründete Zeitschrift Monumenta Nipponica veröffentlichte in ihrer ersten Nummer einen Beitrag von Florenz. Herbert Zachert war sein letzter Schüler, sein Nachfolger auf dem Hamburger Lehrstuhl war Wilhelm Gundert.
1983 beschloss die „Deutsche Gesellschaft für Natur- und Völkerkunde Ostasiens“, in Tokyo einen „Florenz-Preis“ zu vergeben. Die erste Vergabe, die für 1987 geplant war, wurde indes ausgesetzt, da eine Studentin die besagte Widmung wiederentdeckt hatte.

## Florenz’ Vortrag „Deutschland und Japan“ (1914)
Neben seinen sehr spezialisierten Arbeiten zur ältesten japanischen Literatur hat sich Florenz nur selten programmatisch zur jüngeren japanischen Geschichte und zu den japanisch-deutschen Beziehungen geäußert. Ein sehr persönlicher und zugleich ideologiegeschichtlich symptomatischer Text ist allerdings sein öffentlicher Hamburger Vortrag vom 30. Oktober 1914, der im selben Jahr als Broschüre gedruckt wurde. Florenz nennt hier durchaus auch die historischen Sympathien zwischen Japan und Deutschland, gemeinsame Tugenden wie Ritterlichkeit, Idealismus, Opfermut und Ahnentreue. Er äußert aber vor allem seine Enttäuschung darüber, dass Japan bei Beginn des Weltkriegs im August 1914 keine Neutralität gewahrt, sondern „englischer Hetze“ gefolgt sei und den Bündnisfall mit England erklärt habe. Zu „Wohlfahrt und gedeihlicher Entwicklung“ Japans habe niemand anders in der Welt so selbstlos beigetragen wie Deutschland. Die „treue Mitarbeit und Lehrerschaft der Deutschen“ bei der Modernisierung des Landes sei nun, trotz der in Japan gelehrten „Pietät des Schülers gegen seinen Lehrer“ mit Undank belohnt. Florenz sah sich auch persönlich betrogen von der „Nation, der ich 25 Jahre lang gedient habe, arbeitend für die Ausbreitung deutscher Sprache, deutscher Literatur und Kultur“.
Mit einiger analytischen Schärfe benennt Florenz in seinem Kriegsvortrag das Ziel der japanischen Regierung auf Vorherrschaft in Ostasien. Zur Erklärung greift er auf japanische Ansprüche auf das koreanische und chinesische Festland aus dem 4. bis 7. (Mimana) und dem 16. Jahrhundert (Imjin-Krieg) zurück, auch auf einen „lebhaften nationalen Ehrgeiz“, der durch die „Anerkennung des Landes als Großmacht“ im Russisch-Japanischen Krieg, durch die USA vermittelten Friedensvertrag von Portsmouth 1905 angefacht worden sei. Mit dem Vorgehen gegen die deutsche „Musterniederlassung“ Tsingtau, angeblich eine „augenfällige Verkörperung deutschen Könnens in Wirtschaft und Verwaltung“, habe Japan eine „Kulturquelle ersten Ranges für das erziehungsbedürftige Jung-China“ vernichten wollen. Im Übrigen schätzt Florenz den Weltkrieg als „Selbstmord Europas“ ein, bei dem England am meisten zu verlieren habe. Den Glauben an Japan will Florenz nicht ganz verloren haben, er stellt aber fest, dass sich „zwei einst befreundete Nationen“ „auf lange Zeit entfremdet“ hätten.

## Veröffentlichungen (Auswahl)
- Das sechste buch der Atharva-saṃhitâ übersetzt und erklärt. Eine von der universität Leipzig 1885 gekrönte Preisschrift. I. Teil, Hymne 1–50 der philosophischen fakultät der universität Leipzig zur erlangung der doctorwürde vorgelegt. Göttingen 1887 (Digitalisat)
- Die staatliche und gesellschaftliche Organisation im alten Japan. 1890.
- Dichtergrüße aus dem Osten. Japanische Dichtungen. 1894, 8. Aufl. 1904 (Digitalisat), 11. Aufl. 1908 (Digitalisat). Insgesamt 14 Auflagen.
- Japanische Dichtungen. Weissaster. Ein romantisches Epos nebst anderen Gedichten. C.F. Amelangs Verlag, Druck, Illustration und Papier von T. Hasegawa, Leipzig, Tokyo 1894.
- Japanische Dramen. Terakoya und Asagao. 2. Aufl. Leipzig/Tōkyō 1900 (Digitalisat)
- Japanische Mythologie. Nihongi, „Zeitalter der Götter.“ Nebst Ergänzungen aus andern alten Quellenwerken. Tōkyō 1901 (Digitalisat)
- Japanische Annalen. 1892–1897. Als 1 Band: Japanische Annalen A.D. 592-697 (Buch XXII-XXX). 1903.
- Geschichte der japanischen Litteratur. In: Die Litteraturen des Ostens in Einzeldarstellungen. Zehnter Band. C.F. Amelangs Verlag, Leipzig 1906 (Online beim Internet Archive).
- Die Religionen der Japaner. 1906
- Die historischen Quellen der Shinto-Religion. 1919
- Wörterbuch zur altjapanischen Liedersammlung Kokinshū. 1925
- Jan Lodewijk Pierson, Karl Florenz: The Manyosu. Buch V. Brill, Leiden 1938.